# Кім Меннерс
Кім Меннерс (англ. Kim Manners; 13 січня 1951 — 25 січня 2009, Лос-Анджелес, Каліфорнія, США) — американський телевізійний продюсер і режисер, найбільш знаний завдяки роботі над фантастичними телесеріалами «Цілком таємно» та «Надприродне», який вважається культовим.

## Ранні роки
Ріс в сім'ї, пов'язаній з шоубізнесом. Його батько, Сем Меннерс (1921—2012, уродженець Савіно Манері в Клівленді, штат Огайо), був продюсером таких шоу, як-от «Дикий, дикий Захід» і «Траса 66». З дитячих років почав виконувати різні ролі. Дебютною роботою стала участь в рекламі Chevrolet, коли йому було 3 роки. Він спостерігав та вряди-годи брав участь у проєктах батька, а також знявся у Вільяма Бодайна, режисера «Пригод Рін Тін Тіна». Саме Бодайн надихнув Меннерса стати режисером.
Брат, Келлі, був продюсером і режисером фільмів «Ангел», «Баффі — переможниця вампірів» і «Клуб ляльок», а його сестра Тана працювала телевізійним режисером.

## Кар'єра
1978 року дебютував як режисер, знявши епізод «Янголів Чарлі». До цього працював менеджером з виробництва в проєкті й асистентом режисера в кількох інших. Серед інших знаних режисерських проєктів Меннерса — «Джамп-стріт, 21», «Місія нездійсненна», «Зоряний шлях: Наступне покоління», «Рятувальники Малібу», «K-9000» і «Комісар поліції».
1993 року залишив роботу режисера в Stephen J. Cannell Productions заради роботи над телевізійним серіалом «Пригоди Бріско Каунті-молодшого». Над серіалом працював у 1993—1994 роках і зняв 7 із 27 епізодів, більше, ніж будь-який інший режисер цього шоу. Він пожартував, що є «режисером-талісманом» серіалу. Він був задоволений роботою і відчував, що це «розтягує» його креативність. Він сказав: «Це справді розбудило мене як режисера, майже духовно…», і що режисура для Бріско значною мірою сприяла його подальшому успіху як постійного режисера серіалу «Цілком таємно».
Підписав контракт продюсера та режисера телесеріалу «Цілком таємно» у другому сезоні серіалу за порадою Роба Боумена, який працював над першим сезоном, Джеймса Вонга і Глена Моргана, які були сценаристами серіалу та раніше працював з Меннерсом у «Джамп-стріт, 21».
Разом зі своїми колегами-продюсерами «Цілком таємно» номінований на чотири премії «Еммі» 1995, 1996, 1997 та 1998 років за найкращий драматичний серіал. Меннерс згадувався в епізоді «Цілком таємно» «„Із відкритого космосу“ Джо Чанґа» з нецензурним поліцейським детективом, названим на його честь. Після фіналу серіалу 2002 року Меннерс працював над кількома невеликими проєктами, а 2005 року став режисером і продюсером телесеріалу «Надприродне».

## Смерть і пам'ять
Меннерс помер від раку легень у Лос-Анджелесі 25 січня 2009 року у віці 58 років.
У титрах епізоду «Death Takes a Holiday» четвертого сезону «Надприродного», який вийшов в ефір 12 березня 2009 року, показали дві фотографії Меннерса з підписом «Ми присвячуємо весь сезон Кіму Меннерсу» і повідомленням «Ми сумуємо за тобою, Кім». П'ятий епізод «Breakage» другого сезону серіалу AMC «Пуститися берега», прем'єра якого відбулася 5 квітня 2009 року, містила присвяту в кінцевих титрах: «Присвячується нашому другу Кіму Меннерсу». Епізод «Малдер і Скаллі зустрічають дволикого монстра» з сезону-повернення серіалу «Цілком таємно», який вийшов у ефір 1 лютого 2016 року, містить сцену, де Малдер сидить навпроти надгробку Меннерса, на якому вказано його справжню дату народження та смерті, а також фразу «Надерімо його в дупу».

## Фільмографія
| Рік       | Назва                                                 | Нотатки     |
| --------- | ----------------------------------------------------- | ----------- |
| 1979–1981 | «Янголи Чарлі»                                        | 8 епізодів  |
| 1983–1984 | «Автомен»                                             | 4 епізоди   |
| 1983–1985 | «Метт Г’юстон»                                        | 10 епізодів |
| 1984–1986 | «Саймон і Саймон»                                     | 5 епізодів  |
| 1985      | «Вуличний яструб»                                     | 1 епізод    |
| 1985      | «Шукач загубленого кохання»                           | 1 епізод    |
| 1985–1986 | «Гардкасл і Маккормік»                                | 6 епізодів  |
| 1985–1986 | «Швидка течія»                                        | 2 епізоди   |
| 1986      | «Кувалда»                                             | 1 епізод    |
| 1986–1987 | «Мисливець»                                           | 2 епізоди   |
| 1986–1987 | «Скат»                                                | 2 епізоди   |
| 1986–1987 | «Останній електричний лицар»                          | 3 епізоди   |
| 1987–1988 | «Джей-Джей Старбак»                                   | 2 епізоди   |
| 1988      | «Зоряний шлях: Наступне покоління»                    | 1 епізод    |
| 1988      | «Розумник»                                            | 1 епізод    |
| 1988      | «Місія нездійсненна»                                  | 2 епізоди   |
| 1988      | «Рай»                                                 | 1 епізод    |
| 1989      | «Рятувальники Малібу»                                 | 2 епізоди   |
| 1989–1990 | «Букер»                                               | 2 епізоди   |
| 1987–1990 | «Джамп-стріт, 21»                                     | 12 епізодів |
| 1990      | «Зламані жетони»                                      | 2 епізоди   |
| 1991      | «Дісней представляє: 100 життів Дикого Чорного Джека» | 1 епізод    |
| 1991      | «K-9000»                                              | 1 епізод    |
| 1991–1994 | «Комісар»                                             | 7 епізодів  |
| 1993      | «Загін капелюхів»                                     | 2 епізоди   |
| 1993–1994 | «Пригоди Бріско Каунті-молодшого»                     | 7 епізодів  |
| 1994      | «Мисливець за таланом»                                | 1 епізод    |
| 1994      | «Хорти»                                               | 1 епізод    |
| 1994–1997 | «M.A.N.T.I.S.»                                        | 3 епізоди   |
| 1995–2002 | «Цілком таємно»                                       | 52 епізоди  |
| 2000      | «Жорстоке царство»                                    | 1 епізод    |
| 2003      | «Аляска»                                              | 1 епізод    |
| 2005      | «Імперія»                                             | 2 епізоди   |
| 2005      | «Там»                                                 | 1 епізод    |
| 2005–2008 | «Надприродне»                                         | 16 епізодів |